# Elizabeth Murray (Motivationstrainerin)

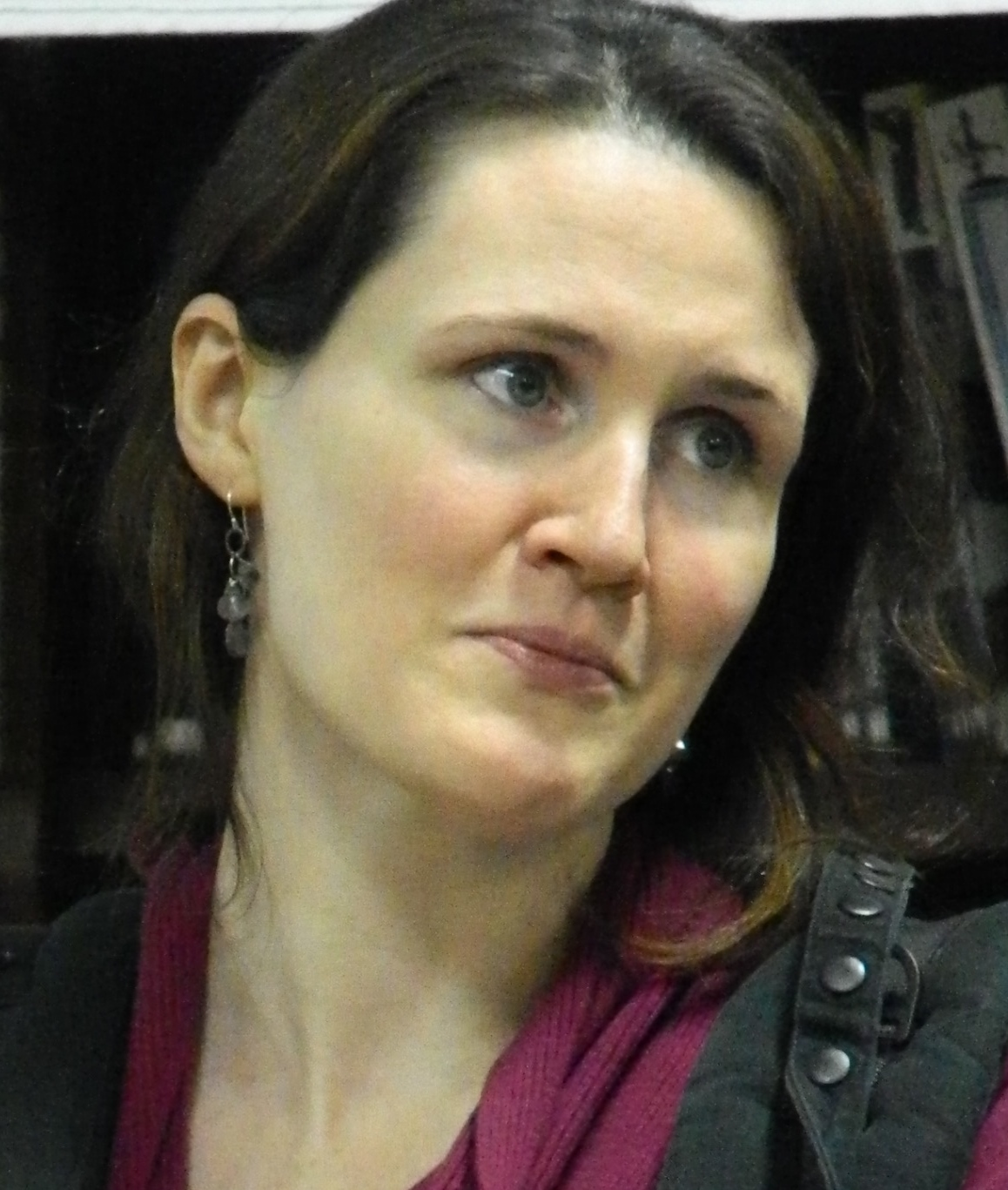
Liz Murray

Elizabeth „Liz“ Murray (* 23. September 1980) ist eine amerikanische Motivationstrainerin und Buchautorin (Breaking Night). Murray ist dafür bekannt, dass sie es als Kind zweier drogensüchtiger Eltern trotz zeitweiliger Obdachlosigkeit schaffte, in Harvard aufgenommen zu werden. Ihr Leben wurde unter dem Titel Homeless to Harvard: The Liz Murray Story verfilmt und außerdem in dem Kurzfilm Perseverance von Anson Schloat und John G. Young verarbeitet. In Urban Girls Revisited: Building Strengths wird sie als Fallbeispiel für Resilienz hervorgehoben.

## Lebensgeschichte
Murray wuchs zusammen mit ihrer Schwester Lisa in der Bronx, New York, auf. Ihr Vater, Peter Finnerty, war ein Promotionsstudent der NYU gewesen, aber der Drogensucht verfallen. Beide Eltern waren Teil der New Yorker Kokain-Szene. Sie hatten sich auf einer Party kennengelernt: Der Vater dealte, die Mutter, Jean Murray, deckte sich bei ihm mit Kokain ein.  
Murray erlebte ihre gesamte Kindheit im Schatten der Drogensucht der Eltern. In einem Interview beschreibt sie ihre Eltern dennoch als liebevoll. Mit zehn Jahren begann Murray Gelegenheitsarbeiten anzunehmen, um ihre Eltern finanziell zu unterstützen. Nach dem AIDS-Tod der Mutter im Jahr 1996 und dem Umzug des Vaters und der Schwester in ein Obdachlosenheim lebte Murray auf der Straße. Ihr Leben änderte sich, als sie an der Humanities Preparatory Academy angenommen wurde. Liz Murray nahm sich vor, nicht so zu enden wie ihre Eltern. Sie schloss die prestigereiche Schule in nur zwei Jahren (statt der eigentlich vorgesehenen vier Jahre) mit besten Noten ab und qualifizierte sich für ein Stipendium der New York Times. Anschließend schrieb sie sich in Harvard ein. Sie verließ diese Universität jedoch 2003: Um sich besser der Pflege des inzwischen an AIDS erkrankten Vaters widmen zu können, schrieb sie sich an der Columbia University ein. Nach dem AIDS-Tod des Vaters im Jahr 2006 nahm sie das Studium in Harvard wieder auf, das sie im Frühjahr 2009 mit dem Bachelor in Psychologie abschloss. Im darauffolgenden Sommer belegte sie Graduiertenkurse an der Harvard Summer School mit dem Ziel, in klinischer Psychologie zu promovieren und Beraterin zu werden. Inzwischen erwarb sie an der Columbia University einen Master in Pädagogischer Psychologie. Ihre ältere Schwester Lisa hat einen Abschluss am Purchase College in New York gemacht und ist Lehrerin für Kinder mit Autismus. 
Im Jahr 2003 wurde ihr Lebensweg zum Thema des Lifetime-Fernsehfilms Homeless to Harvard: The Liz Murray Story, der für einen Emmy nominiert wurde. Murray beteiligte sich als Co-Produzentin an dem Film und hatte sogar einen kurzen Auftritt als Sozialarbeiterin. 

## Auszeichnungen
Murray erhielt zahlreiche Auszeichnungen und Preise, darunter den White House Project's Role Model Award, Oprah Winfreys ersten Chutzpah Award (2004) und den Alex Award (2011).
Winfreys Chutzpah Award wird an Frauen verliehen, die Kühnheit und Mut zeigen, sich gegen alle Widrigkeiten stellen und Großes erreicht haben. 2008 erhielt Murray den Appalachian Women's Fund's Women of Vision Award. Am 19. Mai 2013 wurde ihr die Ehrendoktorwürde für öffentliche Dienste verliehen. Murray hielt die Eröffnungsrede am Merrimack College in North Andover (Massachusetts).

## Veröffentlichungen
- Breaking Night: A Memoir, Hyperion Books, 2005 (ISBN 0-7868-6891-0).